# Más es Más
Más es Más (también conocido como +es+) fue un concierto único celebrado en Madrid el sábado 24 de junio de 2017 en el Estadio Vicente Calderón por el cantante español Alejandro Sanz. En esta cita única se rememoró el vigésimo aniversario de la publicación del disco Más, que ostenta el título de álbum más vendido en la historia de la música española.

## Historia
En diciembre de 2016, al finalizar el doblete en el WiZink Center de Madrid, únicamente se desveló la fecha escogida. Más tarde, ya en enero de 2017, se anunció que se trataría de un concierto único e irrepetible para conmemorar el vigésimo aniversario de la publicación de Más.
El concierto se celebró en el Estadio Vicente Calderón de la capital española, convirtiéndose en el último gran evento que acogía el estadio antes de su demolición. Las 50.000 entradas que se pusieron a la venta se agotaron en poco más de media hora, superando todas las expectativas y convirtiendo el evento en una cita de importancia a nivel mundial. Para tener un mayor acceso a esta cita, se anunció que el concierto sería retransmitido vía streaming previo pago de 5 euros.
Además, el artista madrileño confirmó que se trataría de un concierto único, que contaría con un escenario exclusivo nunca antes empleado así como con una gran cantidad de artistas nacionales e internacionales en calidad de invitados. A través de redes sociales, se fueron confirmando los artistas que asistirían a dicho evento: Pablo Alborán, Laura Pausini, Franco De Vita, José Feliciano, Jesse & Joy, Juan Luis Guerra, Malú, Antonio Orozco, Manuel Carrasco, India Martínez, Pastora Soler, David Bisbal, Vanesa Martín, Niña Pastori, Miguel Poveda, Antonio Carmona, Pablo López, Dani Martín, Vicente Amigo, Juanes y Miguel Bosé.

## Polémica
A pesar de entrañable fecha, la polémica no tardó en saltar cuando la plataforma por donde se retransmitiría el concierto en streaming cayó 45 minutos antes de comenzar. Según informaron por un comunicado, estaban tratando de solventar el problema lo antes posible. Por esta razón, el concierto se retrasó desde las 21:30h que estaba previsto hasta las 22:15h, con el objetivo de poder ofrecer el servicio de streaming previsto.
Otra de las grandes quejas del público asistente fue el funcionamiento de las pantallas centrales que configuraban el escenario. En muchas ocasiones, estas emitían ciertos efectos espectaculares en lugar de emitir imágenes de los artistas que en ese momento se encontraban sobre el escenario. Al ser un estadio, la gente situada en los asientos más lejanos apenas veía quien se encontraba en plena actuación.
Otro gran problema, ligado a la reventa y al estrepitoso sold out conseguido en apenas media hora, fueron las entradas duplicadas. Fueron bastantes las personas que no pudieron acceder al estadio al no portar las entradas originales, sino una copia falsificada (a pesar de que ellos la habían adquirido como la original).

## Repertorio y artistas invitados
La gran mayoría de las canciones interpretadas durante el concierto fueron duetos con los artistas invitados, resultando las siguientes:
- Hoy que no estás - con Dani Martín
- Aquello que me diste - con Pablo López
- La fuerza del corazón - con Laura Pausini
- Para que tu no llores - con Antonio Carmona
- Quisiera ser - con Juanes
- Aprendiz - con Malú
- Siempre es de noche - con Miguel Poveda
- La margarita dijo no - con Antonio Orozco
- Looking for Paradise
- Si hay Dios - con Pastora Soler
- He sido tan feliz contigo + El alma al aire + Regálame la silla donde te esperé + Hoy llueve, hoy duele - con Pablo Alborán
- Me iré - con Miguel Bosé
- Corazón partío - con Vicente Amigo
- Amiga mía - con India Martínez
- Deja que te bese - con Vanesa Martín
- Desde cuando - con Juan Luis Guerra
- No soy una de esas - con Jesse & Joy
- Cuando nadie me ve + Cai - con Niña Pastori
- Y, ¿si fuera ella? - con David Bisbal
- Ese último momento - con Manuel Carrasco
- Yo te traigo... 20 años
- Lo ves
- No es lo mismo
- Tu letra podré acariciar

## Posicionamiento en listas
| Listas (2017)       | Mejor posición |
| ------------------- | -------------- |
| Argentina (CAPIF)   | 1              |
| España (PROMUSICAE) | 1              |

## Certificaciones
| País (organismo certificador) | Certificación | Unidades certificadas |
| ----------------------------- | ------------- | --------------------- |
| España (PROMUSICAE)           | Platino       | 120 000               |

## Nueva versión deY, ¿si fuera ella?
Dentro del vigésimo aniversario de la publicación de Más, 17 artistas nacionales e internacionales unieron sus voces de forma benéfica y crearon una nueva versión de la mítica canción Y, ¿si fuera ella?. Los artistas participantes, por orden de intervención en la canción, son: Pablo Alborán, Niña Pastori, Abel Pintos, Rozalén, Antonio Carmona, Laura Pausini, Franco De Vita, Shakira, Antonio Orozco, Juanes, Tommy Torres, Manuel Carrasco, Jesse & Joy, India Martínez, Pablo López, Malú, Vanesa Martín y David Bisbal.